# Aeon Sports Car
A Aeon Sports Car foi fundada no ano 2000 por John Hewat e Keith Wood da Inglaterra, projetaram um carro de três volumes denominado GT3 Spider. 

## História
John e Keith têm algo em comum ambos vieram da indústria automobilística; Keith era projetista de veículos, enquanto que John é formado em engenharia de carros, ele construía e pilotava seus próprios karts e carros de testes.
O primeiro veículo da empresa foi concluído e apresentado ao público em Novembro de 2003 no evento Exeter Kit Car, desde então sendo produzido a versão Spider GT3.
Recentemente a empresa lançou o GT3 Coupé e o Blaze.

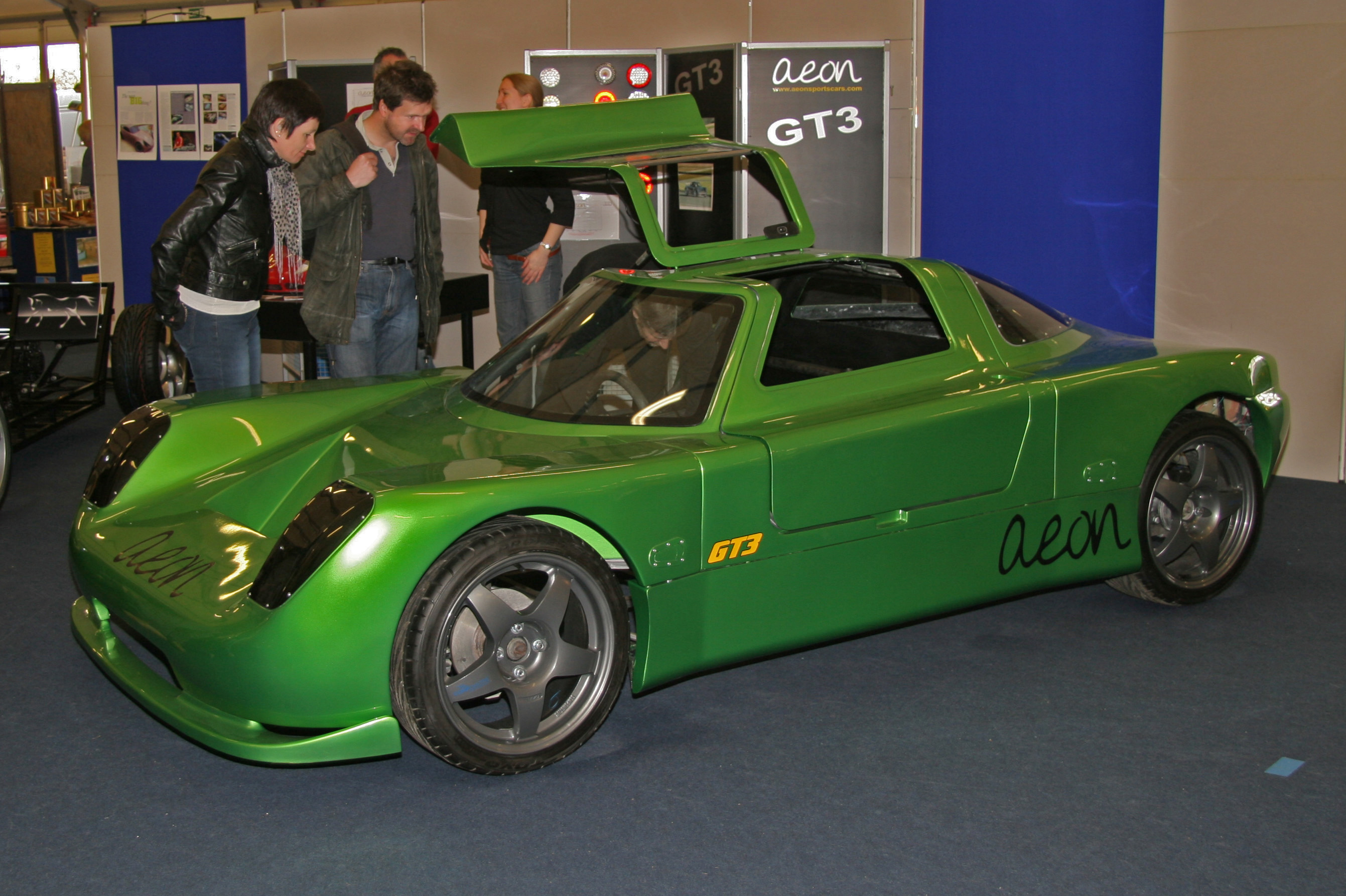
Aeon GT3

Fonte: Aeon.